# Pieni Mäntysaari (ö i Södra Savolax, Nyslott, lat 62,30, long 29,00)
Pieni Mäntysaari är en ö i Finland. Den ligger i sjön Vuokalanjärvi och i kommunen Nyslott i  landskapet Södra Savolax, i den sydöstra delen av landet, 300 km nordost om huvudstaden Helsingfors. Öns area är 0,9 hektar och dess största längd är 150 meter i öst-västlig riktning.